# Monget
Monget ist eine französische Gemeinde mit 77 Einwohnern (Stand 1. Januar 2022) im Département Landes in der Region Nouvelle-Aquitaine (vor 2016: Aquitanien). Sie gehört zum Arrondissement Mont-de-Marsan und zum Kanton Chalosse Tursan.
Die Herkunft des Namens stammt für einige vom gascognischen Wort mounyéttes (deutsch Land der Bohnen) ab, für andere bedeutet es „kleines Gebirge“ aufgrund der geografischen Lage auf einem Höhenzug zwischen dem Fluss Luy de France und seinem Zufluss Rance. Die meisten befürworten die Theorie einer Ableitung des Namens aus dem ehemaligen Kloster Pontaut, dessen Mönche, lous mouynes, den Boden nutzbar machten, den sie besaßen.
Die Einwohner werden Mongétois und Mongétoises genannt.

## Geographie
Monget liegt ca. 35 Kilometer südlich von Mont-de-Marsan in der Landschaft Chalosse der historischen Provinz Gascogne an der Grenze zum Département Pyrénées-Atlantiques.
Umgeben wird Monget von den Nachbargemeinden:
|                                     | Mant                                                                | Malaussanne (Pyrénées-Atlantiques) |
| Peyre                               | Kompassrose, die auf Nachbargemeinden zeigt                         | Montagut (Pyrénées-Atlantiques)    |
| Saint-Médard (Pyrénées-Atlantiques) | Casteide-Candau (Pyrénées-Atlantiques) Arget (Pyrénées-Atlantiques) |                                    |

Monget liegt im Einzugsgebiet des Flusses Adour.
Der Luy de France, ein Zufluss des Adour, bewässert das Gebiet der Gemeinde. Seine Nebenflüsse, der Ruisseau Larritou und die Rance, münden in den Luy auf dem Gebiet der Gemeinde.

## Geschichte
Das heutige Dorf wurde während der Hugenottenkriege gegründet, als protestantische Familien von den Anhöhen von der heutigen Nachbargemeinde Mant im Norden vertrieben wurden und sich auf der anderen Seite des Luy ansiedeln mussten. Sehr rasch gruppierten sich eine Kirche und ein Friedhof um eine Burg. Außer dem Schloss sind drei Häuser im Béarner Stil und eine Wassermühle unterhalb des Zentrums der Gemeinde zu erwähnen. Auf dem Hügel oberhalb des Flüsschen Rance ist eine kleine Erdaufschüttung zu erkennen, die zweifellos zu einem kleinen ehemaligen römischen Militärlager gehörte. Zwischen 1790 und 1794 wurde die Gemeinde Burgaux eingegliedert. Der Name der Gemeinde lautete zwischenzeitlich Monget et Burgaux.

### Einwohnerentwicklung
Nach Beginn der Aufzeichnungen stieg die Einwohnerzahl bis zur Mitte des 19. Jahrhunderts auf einen Höchststand von 375. In der Folgezeit sank die Größe der Gemeinde bei kurzen Erholungsphasen bis zu Beginn des 21. Jahrhunderts auf rund 70 Einwohner, bevor eine moderate Wachstumsphase einsetzte, die bis heute andauert.
| Jahr      | 1962 | 1968 | 1975 | 1982 | 1990 | 1999 | 2006 | 2010 | 2022 |
| --------- | ---- | ---- | ---- | ---- | ---- | ---- | ---- | ---- | ---- |
| Einwohner | 145  | 133  | 100  | 94   | 102  | 87   | 73   | 82   | 77   |

## Sehenswürdigkeiten

### PfarrkircheSaint-Jacques
Die erste Kirche befand sich in Nachbarschaft einer Burg, die 1275 in den Aufzeichnungen erwähnt wurde und seitdem verschwunden ist. Das heutige, Jakobus dem Älteren geweihte Gotteshaus stammt allerdings aus einer Zeit nach dem Hundertjährigen Krieg mithin aus dem Ende des 15. oder dem Beginn des 16. Jahrhunderts. Das gotische Fenster in der Längsachse der Apsis ist das einzige Element, das diese Datierung zulässt. Die südliche Seitenkapelle und die Sakristei wurden vermutlich im 17. oder 18. Jahrhundert hinzugefügt. Im Jahre 1892 errichteten der Architekt Baucous und der Unternehmer Cazaubon aus Larreule einen Glockenturm über einer Vorhalle. Das Gebäude ist in erster Linie aus Bruchstein aus Kalkstein und eisenhaltigem Sandstein, Garluche genannt, errichtet. Das Langhaus mit einem Hauptschiff besitzt eine Gipsdecke und verlängert sich östlich in einen Chor gleicher Breite. Dieser ist mit drei Wänden abgeschlossen und wird nördlich von der länglichen Sakristei und südlich von der Seitenkapelle flankiert. Die mittlere Außenwand der Apsis wird an den Seiten von dicken Strebepfeilern gestützt. Sie besitzt ein gotisches Fenster mit zwei Bahnen und einem mit einem Vielpass ausgearbeitetem Maßwerk. Der viereckige Glockenturm im Westen wird bekrönt von einem polygonalen Helm, der mit Schiefer gedeckt ist.
Außer einem steinernen Weihwasserbecken, dessen Datierung problematisch ist, und einem Tabernakel aus der zweiten Hälfte des 17. Jahrhunderts, zusammen mit zwei Statuetten aus bemaltem Holz mit den Darstellungen von Maria mit Jesuskind und Jakobus dem Älteren, hat die Kirche keine älteren Ausstattungsgegenstände bewahrt. Das restliche Mobiliar ist nicht älter als die Mitte des 19. Jahrhunderts. Die 44 cm und 45 cm großen Figuren befanden sich auf den heute nicht mehr vorhandenen Flügeln des Tabernakels am ehemaligen Hauptaltars. Maria ist bekleidet mit einem plissierten Gewand mit einem Gürtel an der Taille, darüber mit einem großen Mantel, der an der linken Hüfte angehoben ist, und einem Kopftuch. Sie hält das Jesuskind in ihren Arm, das kaum bekleidet ist. Jakobus der Ältere, Schutzpatron der Kirche und der Gemeinde, hat die traditionelle Kleidung eines Pilgers auf dem Jakobsweg nach Santiago de Compostela, einem mit Muscheln verzierter Mantel, einem Kreuz an einer langen Halskette, einer Feldflasche am Gürtel und einem Pilgerstab in seiner rechten Hand. Zwei Glasfenster sind Werke des Glasmalers Amédée Bergès aus Toulouse aus der zweiten Hälfte des 19. Jahrhunderts. Sie zeigen den heiligen Josef mit Jesuskind und Jakobus den Älteren mit einem Pilgerstab.

### Schloss Monget
Das Schloss befindet sich im Zentrum des Dorfes, das sich in seiner Nähe entwickelte. Seit dem 16. Jahrhundert ranken sich Legenden, wovon eine besagt, dass unter dem Pferdeställen zwei protestantische Soldaten ihre letzte Ruhestätte haben, die 1569 in den Hugenottenkriegen umgekommen waren. 1694 wurde das Schloss von der Familie Dambidan aus Crouseilles bewohnt, wie eine Wetterfahne in der Form einer Schwertlilie belegt. Nach der Beschlagnahme der Güter, die während der Französischen Revolution vom Nationalkonvent veranlasst wurde, gelangte das Anwesen in die Hände der Familie Hourquerie, anschließend der Familie Juncarot. Das ausgedehnte Gut mit mehreren Nebengebäuden gehört seit 1893 derselben Familie und ist der Öffentlichkeit nicht zugänglich.

## Wirtschaft und Infrastruktur
Die Landwirtschaft, insbesondere basierend auf den Anbau von Gemüse und Mais, bildet den wichtigsten Wirtschaftsfaktor der Gemeinde.

### Verkehr
Die Route départementale 18 ist die Verbindung der Gemeinde nach Hagetmau, dem Sitz des ehemaligen Kantons. Monget ist ferner erreichbar über die Routes départementales 118 und 349.